# Fövenyhalfélék
A fövenyhalak (Embiotocidae) a sugarasúszójú halak (Actinopterygii) osztályának a sügéralakúak (Perciformes) rendjéhez tartozó család.

## Rendszerezés
A családba az alábbi nemek és fajok tartoznak:
- Amphistichus
  - Amphistichus argenteus
  - Amphistichus koelzi
  - Amphistichus rhodoterus
- Brachyistius
  - Brachyistius aletes
  - Brachyistius frenatus
- Cymatogaster
  - Cymatogaster aggregata
- Ditrema
  - Ditrema temminckii
  - Ditrema viride
- Embiotoca
  - Embiotoca jacksoni
  - Embiotoca lateralis
- Hyperprosopon
  - Hyperprosopon anale
  - Hyperprosopon argenteum
  - Hyperprosopon ellipticum
- Hypsurus
  - Hypsurus caryi
- Hysterocarpus
  - Hysterocarpus traskii
- Micrometrus
  - Micrometrus aurora
  - Micrometrus minimus
- Neoditrema
  - Neoditrema ransonnetii
- Phanerodon
  - Phanerodon atripes
  - Phanerodon furcatus
- Rhacochilus
  - Rhacochilus toxotes
  - Rhacochilus vacca
- Zalembius
  - Zalembius rosaceus